# Cuando brille el Sol
Cuando brille el Sol es el tercer álbum de estudio del grupo español La Guardia, publicado en 1990.
Tras el éxito del su anterior álbum, Vámonos, este nuevo trabajo mantuvo un estilo similar, con influencias pop y rockabilly. El 5 de marzo de 1990 alcanzó el número 6 en la lista los más vendidos del año, confeccionada por AFYVE.

## Canciones
- Cuando brille el sol. - 3:45
- La carretera. - 3:40
- Te seguiré. - 2:55
- Mañana. - 4:26
- Nunca me dirás adiós. - 3:35
- Palabras.	- 3:24
- Mientras escucho esta canción. - 4:23
- Dónde nace el río. - 5:00
- Ya lo ves. - 3:24
- Otoño en la ciudad. - 3:26